# Flussführer
Flussführer (auch Gewässerführer, Flusswanderbuch, Wasserwanderführer, Wanderfahrtenführer, Kanuwanderführer, Kanuführer, Ruderwanderführer oder Ruderführer genannt) sind Nachschlagewerke mit Informationen für den Kanu- und Rudersport. Sie enthalten die kanu- und rudersportlich relevanten Informationen über meist mehrere Gewässer einer Region oder eines Landes.

## Aufbau
In den Flussführern sind normalerweise Informationen zu Ein- und Aussetzstellen, Gefahrenstellen (z. B. Wehren), Schleusen, Hindernissen, Gewässersperrungen und Naturschutzgebieten nachzulesen. So ist auch aufgeführt, ob ein Gewässerabschnitt gar nicht oder nur unter bestimmten Bedingungen (z. B. einem Mindestpegel) befahren werden darf. Enthalten sind auch Übernachtungsmöglichkeiten wie Zeltplätze, Bootshäuser oder DKV-Kanustationen, sowie die Schwierigkeitsgrade der einzelnen Gewässerabschnitte.
In der Regel gibt es zunächst einige allgemeine Informationen zu dem jeweiligen Gewässer. Dann werden die enthaltenen Flüsse in Fließrichtung anhand einer amtlichen (oder selbst erstellten) Kilometrierung beschrieben. Dabei werden alle für den Wanderruder- und Kanusport relevanten Aspekte mit genauer Kilometerangabe verzeichnet.
Teilweise enthalten Flussführer auch Übersichtskarten.

## Funktion
Flussführer erfüllen eine wichtige Sicherheitsfunktion für den Wanderruder- und Kanusport, da sich die Sportler so vorab über den Schwierigkeitsgrad und mögliche Gefahrenstellen informieren können. Besonders wichtig sind sie daher beim Wildwasserpaddeln. Da sich Gewässer ständig ändern, können sie aber eigene Vorsicht und die Besichtigung schwer einschätzbarer Abschnitte vor einer Befahrung nicht ersetzen.

## Varianten
Zu den mit Abstand wichtigsten Flussführern haben sich die Flussführer des Deutschen Kanu-Verbandes entwickelt, die inzwischen in einer Gesamtauflage von mehr als 250.000 Stück erschienen sind. Davon gibt es das Deutsche Flusswanderbuch für das gesamte Bundesgebiet sowie sechs Regionalführer für das Inland, außerdem neun weitere Bände (DKV-Auslandsführer) für alle Länder Europas. Kennzeichen der DKV-Flussführer ist die Beschränkung auf Sachinformationen unter Verzicht auf subjektive Beschreibungen und Fotos.
Das vergleichbar aufgebaute „Handbuch für das Wanderrudern“ erscheint im Limpert Verlag Wiebelsheim.
Daneben geben mehrere Verlage Flussführer für kleinere Regionen oder einzelne Flüsse heraus, die oft weiterführende Informationen und Fotos enthalten.
Darüber hinaus gibt es auch Smartphone-Apps mit Gewässerinformationen für Kanuten und Ruderer wie etwa Canua. 

## Einschränkungen
Gute Wanderruder- und Kanuführer erfahren regelmäßige Neuauflagen, in denen aufgetretene Veränderungen (z. B. durch Baumaßnahmen, Hochwasser oder geänderte Befahrungsregelungen) erfasst und mitgeteilt werden. Die Gewässer werden aber in der Regel von Privatpersonen in ehrenamtlicher Tätigkeit erkundet und beschrieben, und die Ergebnisse zur weiteren Bearbeitung an die Vereine, Verbände oder Verlage weitergereicht. Dadurch kommt es zwangsläufig zu längeren Laufzeiten als z. B. bei Straßenkarten, bis sich eine Veränderung in der Natur im gedruckten Flussführer wiederfindet. In Verbindung mit der vergleichsweise schnellen Veränderung der Morphologie ist die Aktualität der Flussführer besonders bei Fließgewässern immer eingeschränkt; sie können daher nur als informative Orientierungshilfe herangezogen werden.
Verschiedene Anbieter von Flussführern bieten eine Online-Plattform an, auf der Veränderungen früher als in der gedruckten Fassung bekannt gegeben werden.

### Flussführer der Wassersportverbände
- Deutsches Flusswanderbuch. 27. Auflage. DKV-Wirtschafts- und Verlags-GmbH, Duisburg 2018, ISBN 978-3-937743-82-0.
- DKV-Kanuwanderbuch für Nordwestdeutschland. 12. Auflage. DKV-Wirtschafts- und Verlags-GmbH, Duisburg 2014, ISBN 978-3-937743-36-3. (Flüsse Niedersachsens, Schleswig-Holsteins, Bremens, Hamburgs und angrenzender Gebiete)
- DKV-Gewässerführer für Nordrhein-Westfalen. 8. Auflage. DKV-Wirtschafts- und Verlags-GmbH, Duisburg 2021, ISBN 978-3-00-067776-2.
- DKV-Gewässerführer Deutschland Mitte-West, Kanuführer für Hessen, Rheinland-Pfalz und das Saarland. 6. Auflage. DKV-Wirtschafts- und Verlags-GmbH, Duisburg 2016, ISBN 978-3-937743-60-8 (Stromgebiete von Rhein, Lahn, Main ab Gemünden, Mosel, Fulda und Werra)
- DKV-Gewässerführer für Baden-Württemberg, 7. Auflage. DKV-Wirtschafts- und Verlags-GmbH, Duisburg 2021, ISBN 978-3-96806-005-7.
- DKV-Gewässerführer Nord-Bayern. 12. Auflage. DKV-Wirtschafts- und Verlags-GmbH, Duisburg 2016, ISBN 978-3-937743-55-4 (Seit der 12. Auflage 2016 ist der bayerische Flussführer in Nord und Süd geteilt. Der Nordteil umfasst neben der Donau die Gewässer Frankens und der Oberpfalz.)
- DKV-Gewässerführer Süd-Bayern. 12. Auflage. DKV-Wirtschafts- und Verlags-GmbH, Duisburg 2016, ISBN 978-3-937743-56-1 (Der Südteil umfasst neben der Donau die Gewässer (Bayerisch-)Schwabens, Ober-  und Niederbayerns.)
- DKV-Gewässerführer für Ostdeutschland. 6. Auflage. DKV-Wirtschafts- und Verlags-GmbH, Duisburg 2021, ISBN 978-3-96806-006-4.
- DKV-Auslandsführer Band 1: Österreich/Schweiz. 7. Auflage. DKV-Wirtschafts- und Verlags-GmbH, Duisburg 2021, ISBN 978-3-937743-83-7.
- DKV-Auslandsführer Band 2: Südwesteuropa. 5. Auflage. DKV-Wirtschafts- und Verlags-GmbH, Duisburg 2007, ISBN 978-3-937743-06-6. (Italien, Portugal, Spanien)
- DKV-Auslandsführer Band 3: Südfrankreich/Korsika. 9. Auflage. DKV-Wirtschafts- und Verlags-GmbH, Duisburg 2018, ISBN 978-3-937743-71-4.
- DKV-Auslandsführer Band 4: Skandinavien. 6. Auflage. DKV-Wirtschafts- und Verlags-GmbH, Duisburg 2020, ISBN 978-3-937743-96-7. (Dänemark, Finnland, Island, Norwegen, Schweden)
- DKV-Auslandsführer Band 5: Südosteuropa. 4. Auflage. DKV-Wirtschafts- und Verlags-GmbH, Duisburg 2012, ISBN 978-3-924580-54-4. (Albanien, Bulgarien, Griechenland, Nachfolgestaaten Jugoslawiens, Moldawien, Rumänien, Türkei, Ukraine, Ungarn)
- DKV-Auslandsführer Band 6: Nordfrankreich, Benelux. 4. Auflage. DKV-Wirtschafts- und Verlags-GmbH, Duisburg 2013, ISBN 978-3-937743-37-0. (Nordfrankreich, Belgien, Luxemburg, Niederlande)
- DKV-Auslandsführer Band 7: Nordosteuropa (Polen, Weißrussland, Estland, Lettland, Litauen). 3. Auflage. DKV-Wirtschafts- und Verlags-GmbH, Duisburg 2019, ISBN 978-3-937743-81-3 (Die Beschreibungen für Tschechien, Slowakei und Russland, die bislang im DKV-Führer "Nordosteuropa" enthalten waren, erscheinen künftig in einem anderen Band.)
- DKV-Auslandsführer Band 8: Großbritannien, Irland. 1. Auflage. DKV-Wirtschafts- und Verlags-GmbH, Duisburg 1997, ISBN 3-924580-55-3.
- DKV-Auslandsführer Band 9: Donau und Nebenflüsse – Kanuführer für den Donauraum. 2. Auflage. DKV-Wirtschafts- und Verlags-GmbH, Duisburg 2018, ISBN 978-3-937743-54-7 (Donau von der Quelle bis zur Mündung einschl. ihrer Nebenflüsse, Vereinsanschriften der Kanuvereine an der Donau in Deutschland und Österreich.)
- Handbuch für das Wanderrudern. (zweibändige Loseblattsammlung). Limpert Verlag, Wiebelsheim 2008, ISBN 978-3-7853-1566-8. (9. Teillieferung 2010, ISBN 978-3-7853-1832-4)

### Regionale Flussführer (Auswahl)
- TourenAtlas TA1: Schleswig-Holstein + Unterelbe einschließlich Elbe-Radweg + Ostsee-Radweg. Wasserwandern zwischen Lüneburger Heide, Ostsee und Dänemark. Maßstäbe 1:75.000 und 1:25.000. 2. Auflage. Jübermann Kartographie und Verlag, Uelzen 2014, ISBN 978-3-929540-67-3.
- TourenAtlas TA2: Weser-Ems, Wasserwandern zwischen Mittellandkanal und Nordsee. Maßstab 1:75.000. 3. Auflage. Jübermann Kartographie und Verlag Uelzen 2018, ISBN 978-3-929540-63-5.
- TourenAtlas TA4: Oberweser – Leine. M. 1:75.000. 2. Auflage. Jübermann Kartographie und Verlag, Uelzen 2018, ISBN 978-3-929540-78-9.
- TourenAtlas TA5: Berlin-Brandenburg. Maßstab 1:75.000. 6. Auflage. Jübermann Kartographie und Verlag, Uelzen 2018, ISBN 978-3-929540-68-0.
- TourenAtlas TA6: Mecklenburg-Vorpommern. Maßstab 1:75.000. 4. Auflage. Jübermann Kartographie und Verlag, Uelzen 2012, ISBN 978-3-929540-57-4.
- TourenAtlas TA7: Elbe-1 (Elbsandsteingebirge bis Magdeburg), 41 Karten im Maßstab 1:25.000 und 10 Karten im Maßstab 1:75.000, Jübermann Kartographie und Verlag Uelzen, 2. Auflage 2021, ISBN 978-3-929540-69-7
- TourenAtlas TA8: Elbe-2 (Magdeburg bis Hamburg) in den Maßstäben 1:25.000 und 1:75.000, Jübermann Kartographie und Verlag Uelzen, 1. Auflage 2016, ISBN 978-3-929540-81-9
- Wasserwanderatlas Berlin und Brandenburg – Märkische Gewässer. 5. Auflage. Kompass-Karten GmbH, Rum/Innsbruck 2007, ISBN 978-3-85491-609-3.
- Wasserwanderatlas Mecklenburg-Vorpommern – Mecklenburgische Gewässer und Boddengewässer. 7. Auflage. Kompass-Karten GmbH, Rum/Innsbruck 2013, ISBN 978-3850267410.

### Historische Flussführer
- Friedrich Eduard Keller: Hip Hip Hurra! Straube's Führer für Wasser-Wanderer. Geographisches Institut und Landkarten-Verlag Jul. Straube, Berlin (zwischen 1897 und 1929 sechs Auflagen; Schwerpunkt Berlin, Brandenburg und Mecklenburg, daneben auch Bände über ganz Deutschland)
- Walter Eddelbüttel: Kanuwanderbuch für Nordwestdeutschland. Erstauflage 1923, nach 1957 als „DKV-Kanuwanderbuch für Nordwestdeutschland“ fortgeführt.
- Oskar Ruperti: Führer für Wanderruderer, hrsg. im Auftrage des Deutschen Ruder-Verbandes. „Wassersport“-Verlag Berlin 1910 (erster umfassender Wanderruderführer für ganz Deutschland, entstanden nach einem Antrag auf dem Rudertag in Hamburg 1908)
- Kanuwanderbuch der DDR. 1. Auflage. Sportverlag, Berlin 1952, bis 1963 fünf Auflagen.
- Wasserwanderatlas Märkische Gewässer. 1. Auflage. Tourist Verlag Berlin, 1974, bis 1990 fünf Auflagen; auf wasserfestem Spezialpapier (Hekosyn) gedruckt, heute als Kompass-Wasserwanderatlas (s. o.) fortgeführt.
- Wasserwanderatlas Mecklenburger Gewässer und Boddengewässer. 1. Auflage. Tourist Verlag Berlin, 1976, bis 1990 sechs Auflagen; auf wasserfestem Spezialpapier (Hekosyn) gedruckt, heute als Kompass-Wasserwanderatlas (s. o.) fortgeführt.